# Sarkhej Rauza

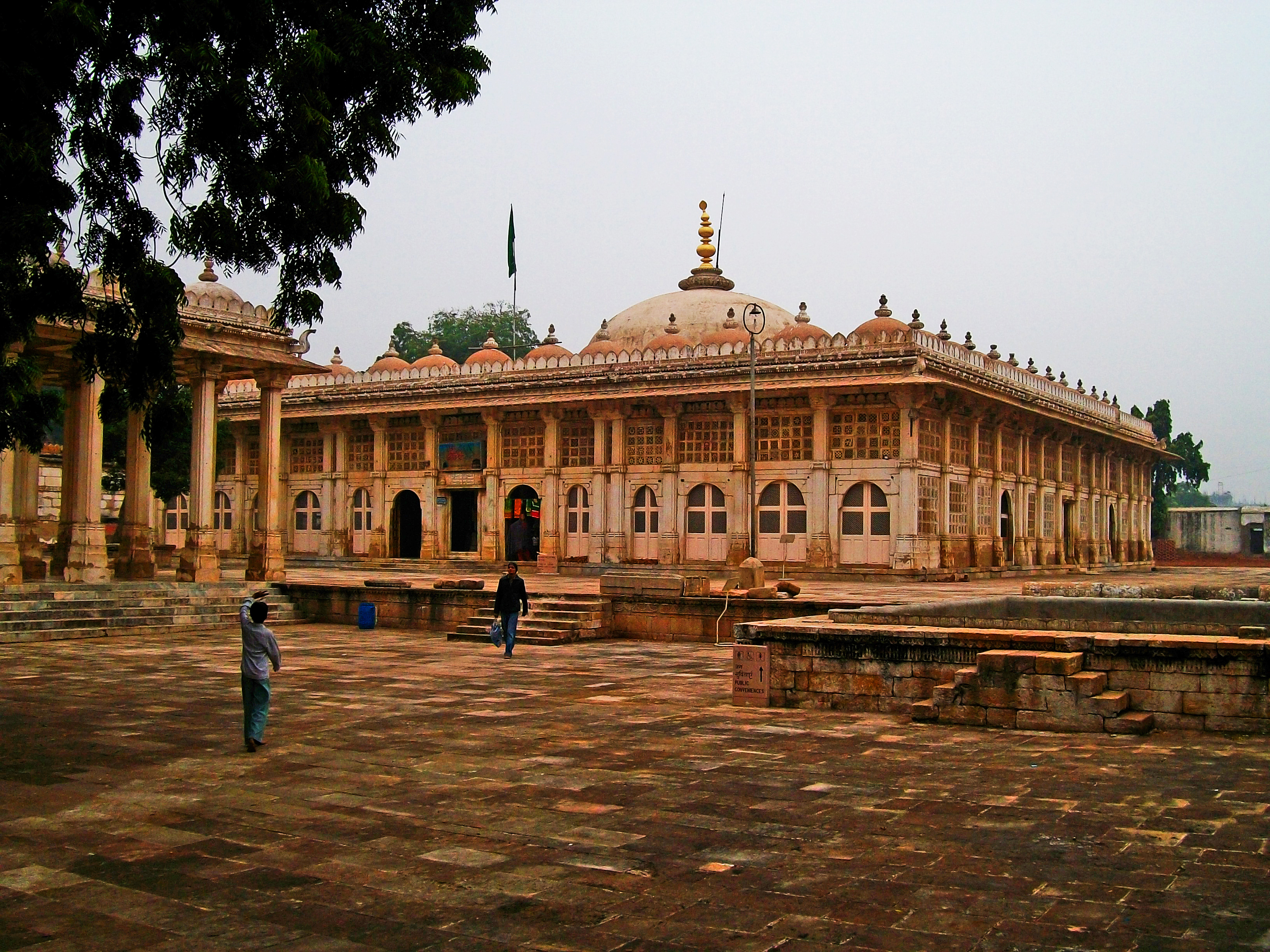
Sarkhej Rauza – Mausoleum

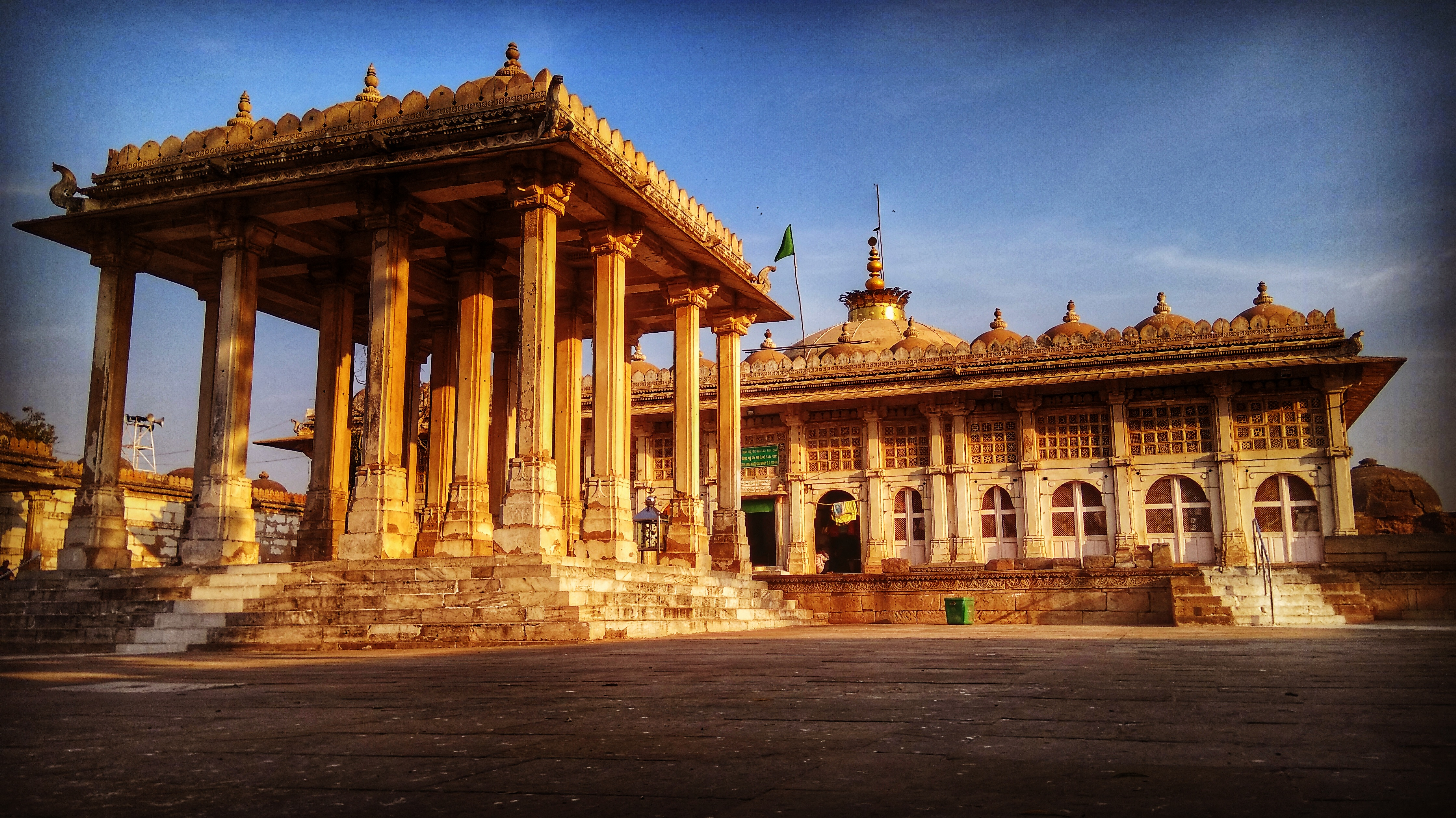
Sarkhej Rauza – Mausoleum

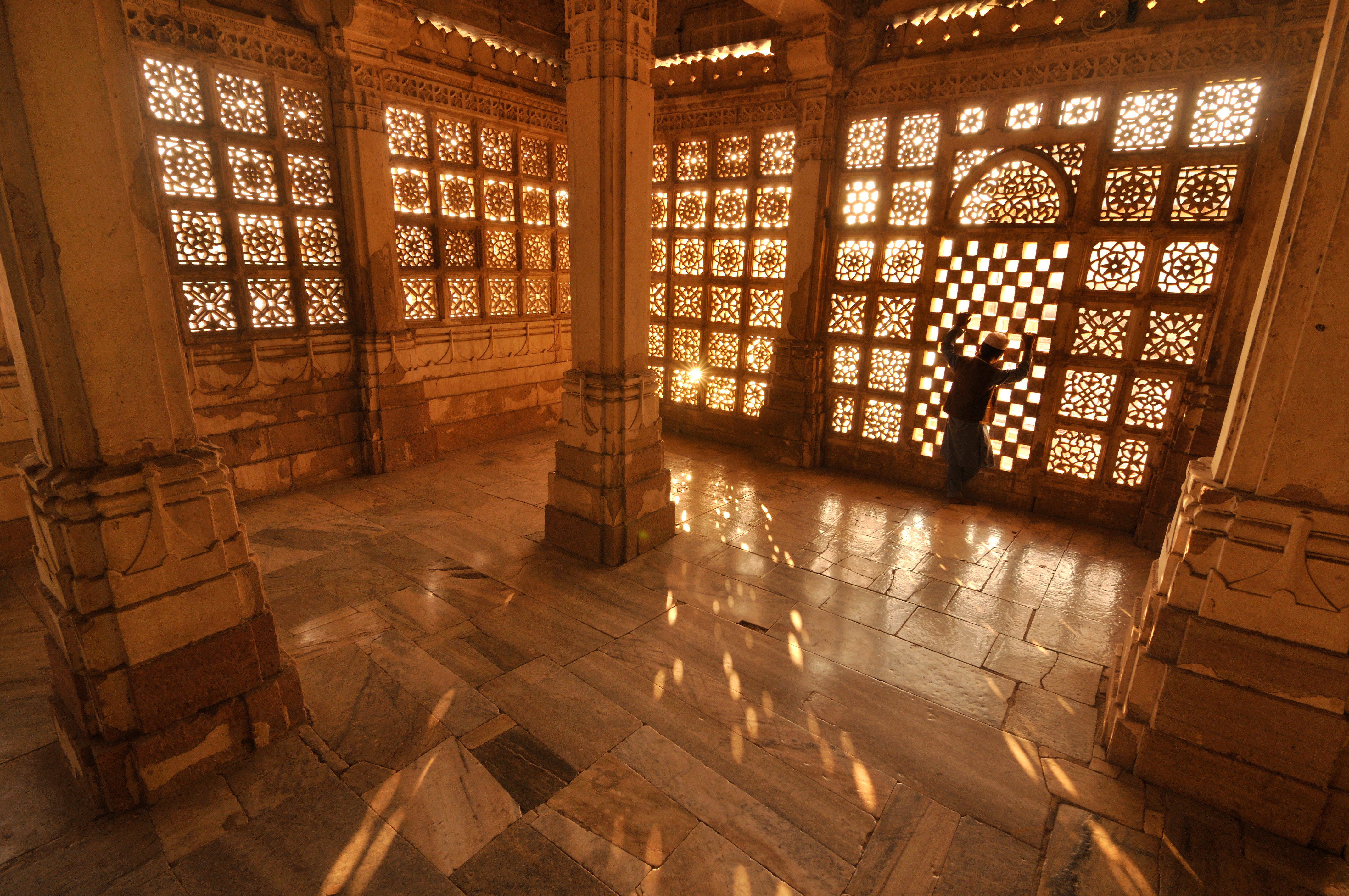
Sarkhej Rauza – Mausoleum für Mahmud Begada

Sarkhej Rauza oder Sarkhej Roza ist ein muslimischer Mausoleumskomplex mit einer später hinzugefügten Moschee im Dorf Makarba ca. 8 km südwestlich von Ahmedabad im indischen Bundesstaat Gujarat. Der Komplex ist aufgrund von Le Corbusiers Vergleich des Moschee-Designs mit der Akropolis von Athen bekannt als „Akropolis von Ahmedabad“.

## Geschichte
Obwohl es viele Grabbauten in Gujarat gibt, ist die Sarkhej Rauza die am stärksten verehrte. Sarkhej war einst ein prominentes Zentrum des Sufismus im Land, wo der einflussreiche Scheich Ahmed Gandj Baksh († 1445) lebte. Auf den Vorschlag des angeblich über 100 Jahre alten Mannes hin ließ Sultan Ahmed Shah (reg. 1411–1443) seine neue Hauptstadt Ahmedabad am Ufer des Sabarmati, ein paar Meilen entfernt von Sarkhej, errichten. Sultan Mahmud Begada (regierte 1458–1511) stiftete eine Moschee und ließ sich hier bestatten.

## Architektur
Die Bauten in Sarkhej Rauza stammen nahezu ausnahmslos aus der Zeit des Sultanats von Gujarat – also aus der Vormogulzeit; sie sind jedoch deutlich eleganter und insgesamt palastähnlicher als die Grabbauten der etwa gleichzeitig in Delhi herrschenden Lodi-Dynastie und selbst der ab 1526 dominierenden frühen Großmoguln. Eine große Rolle spielen kunstvoll und abwechslungsreich durchbrochene Jali-Gitter.